# 闘羊

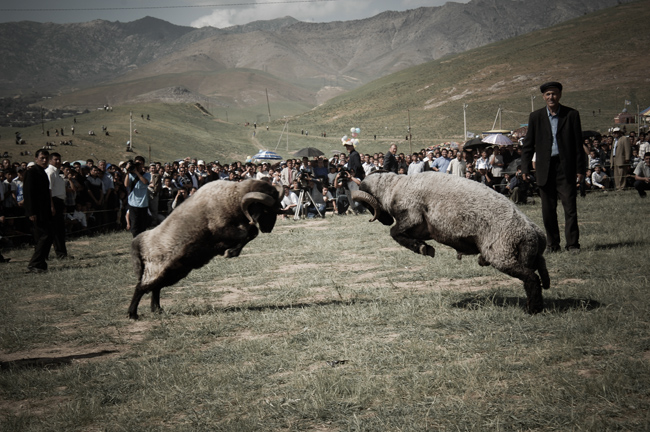
闘羊

闘羊（とうよう） 英語: ram fightingは、羊と羊とを戦わせる競技である。主に羊の角と角をぶつけあわせ、相手が倒れるか逃げ出すまで行われる。

## 各国の闘羊
中国では、河北省正定県の春節大廟会で行われている。勝者には最大2,000 - 3,000円の賞金が贈られる。この羊の睾丸は食用となり、スープの具材となる。
インドネシアのジャワ島西部では、アド・ドンパ（adu dompa）と呼ばれ、オスの羊を戦わせる。数回ぶつけると弱い方は逃げ出す。
モンテネグロ南部のウルツィニでは、伝統的な闘羊祭として行われる。